# Automobile à vapeur
 (décembre 2020).
Si vous disposez d'ouvrages ou d'articles de référence ou si vous connaissez des sites web de qualité traitant du thème abordé ici, merci de compléter l'article en donnant les références utiles à sa vérifiabilité et en les liant à la section « Notes et références ».

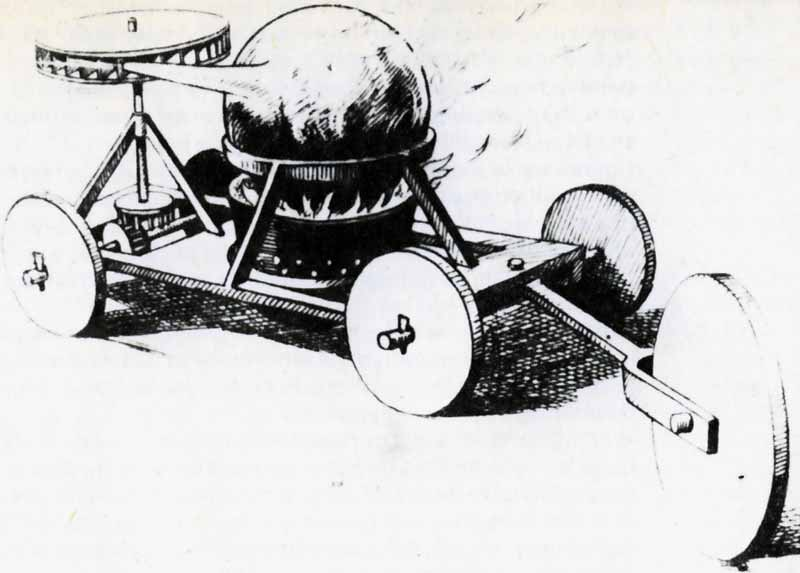
La voiture à vapeur de Verbiest (1623-1688).

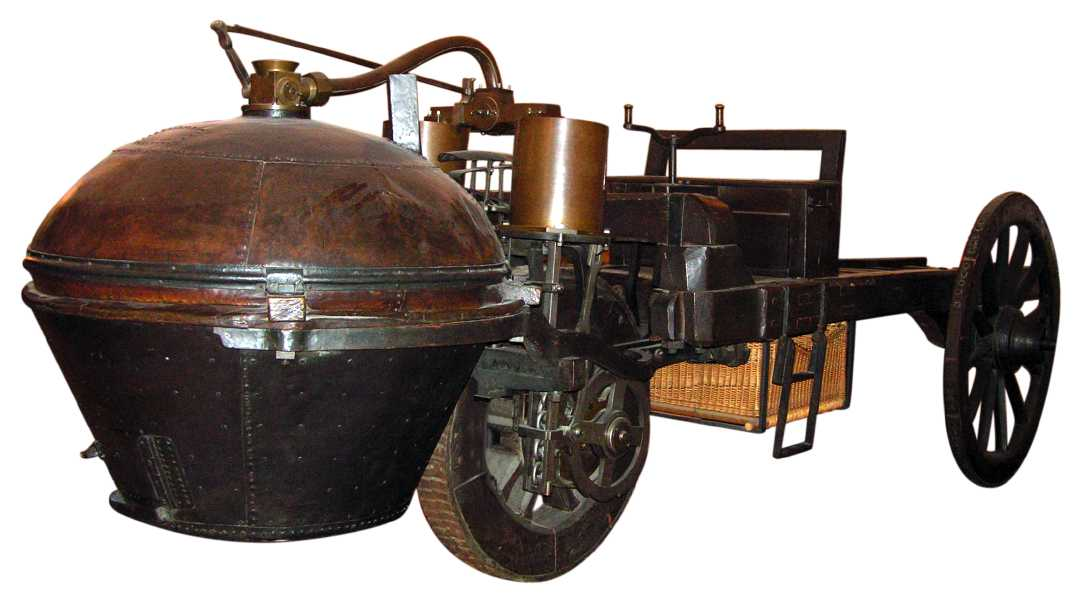
Le fardier (1770-1771) de Nicolas Joseph Cugnot, musée des arts et métiers.

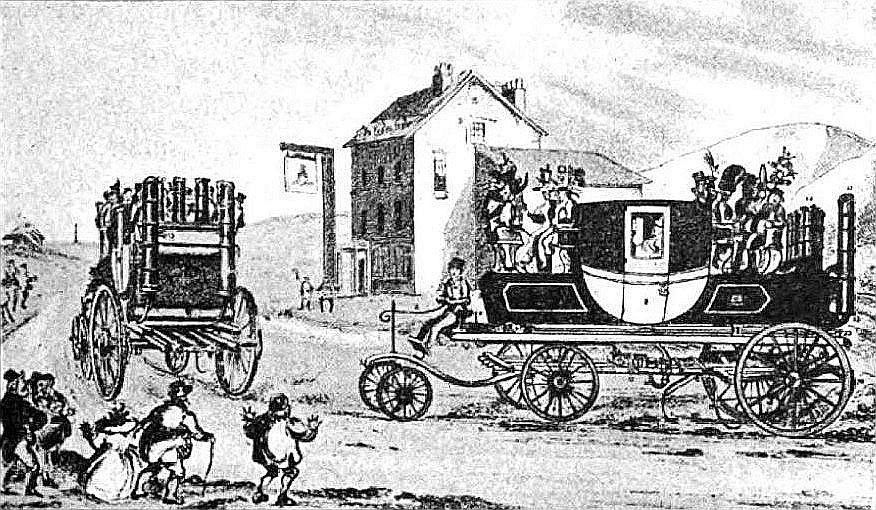
Voitures (dites "locomotives") à vapeur anglaises de Goldsworthy Gurney (circulation à partir de 1826).

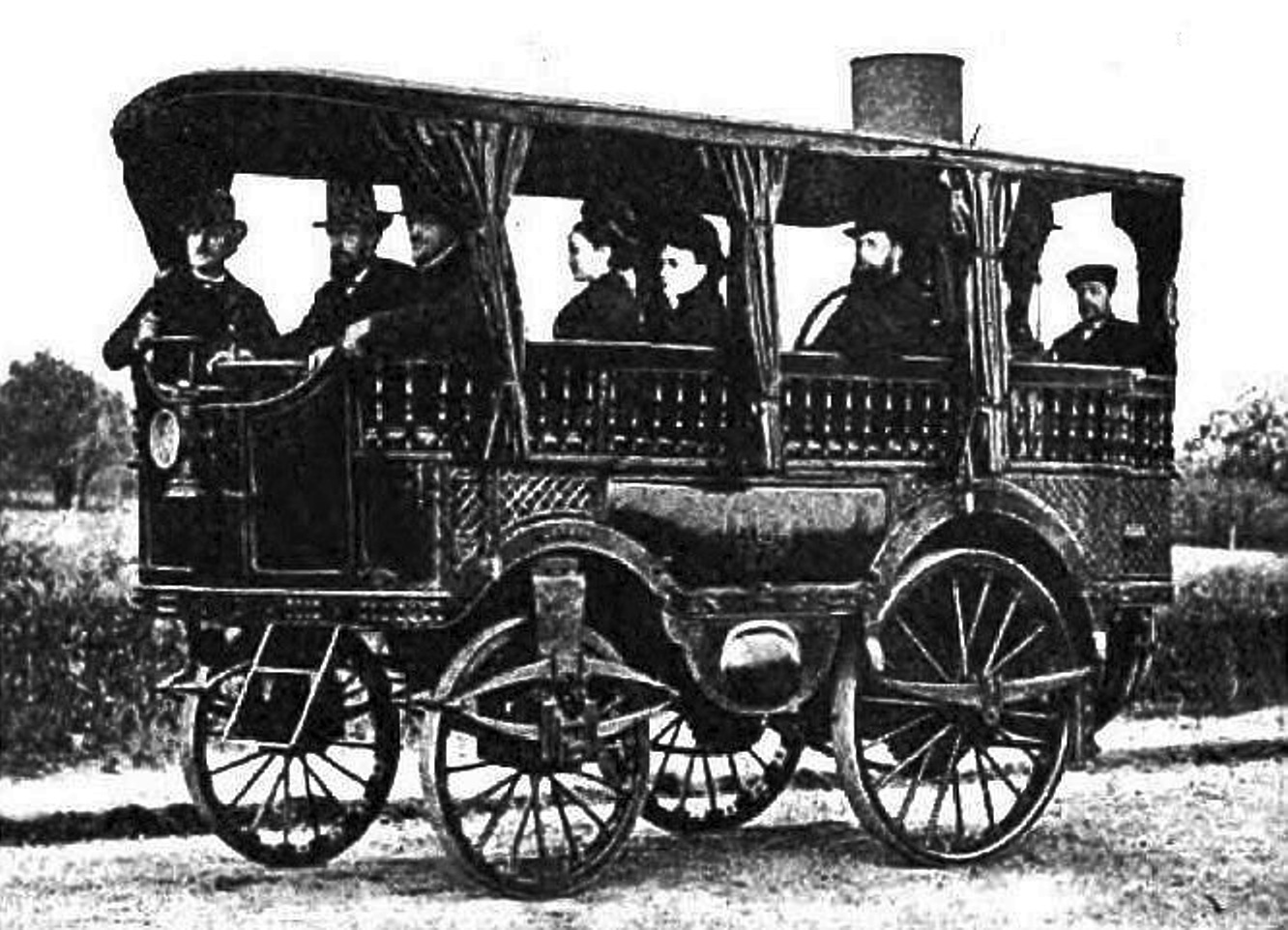
Autobus L'Obéissante d'Amédée Bollée- 1875.

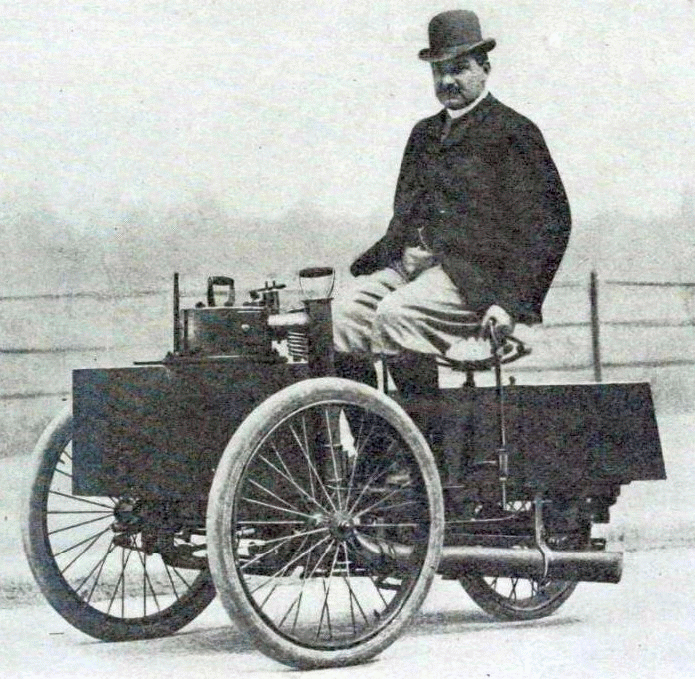
Jules-Albert de Dion sur son tricycle à vapeur.

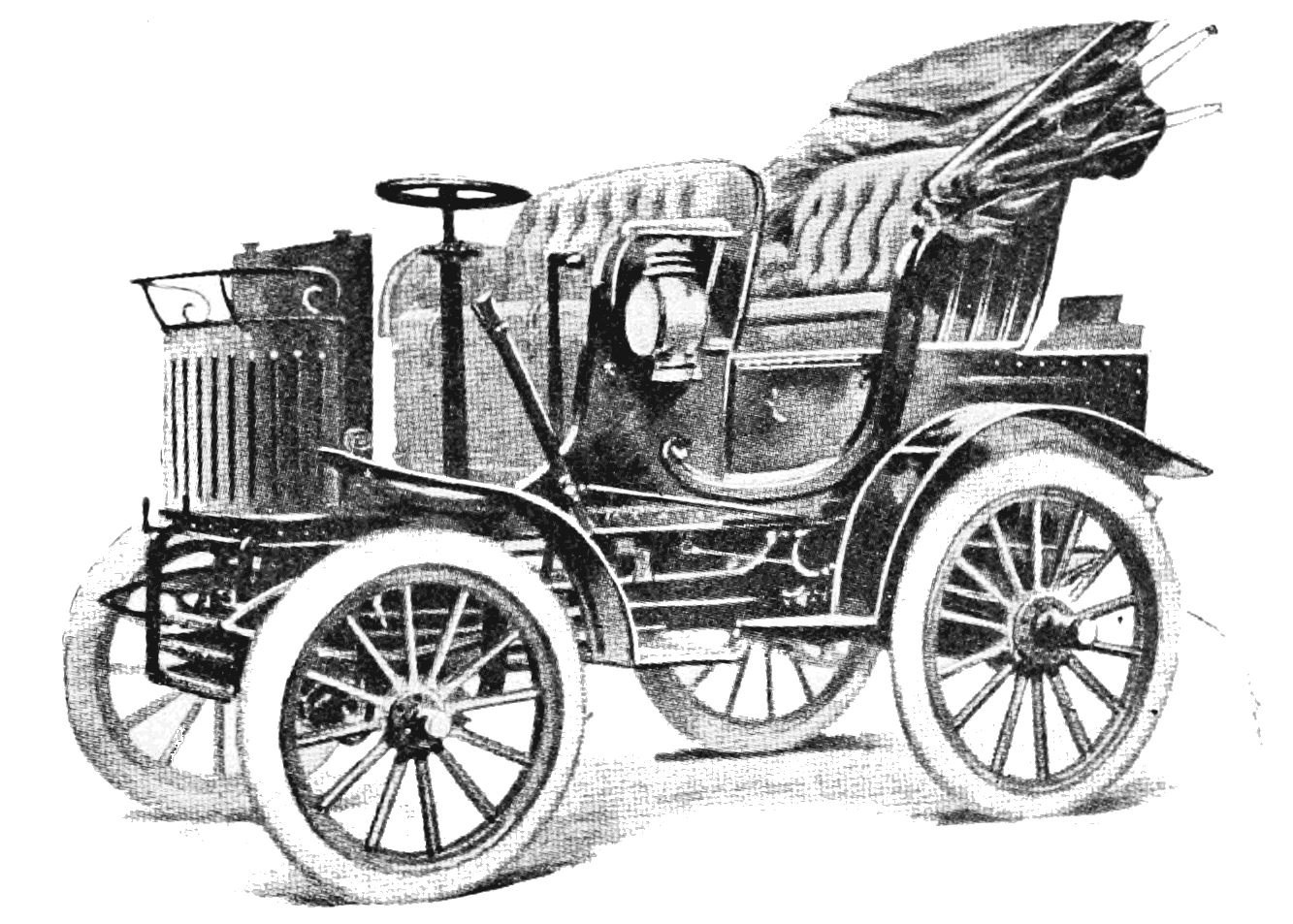
Une voiture à vapeur Serpollet, en 1900.

Une automobile à vapeur est une voiture automobile propulsée par un moteur à vapeur.

## Historique
La première voiture à vapeur a été conçue vers 1670 par le jésuite Ferdinand Verbiest à la cour de l'empereur chinois Kangxi. Les véhicules à vapeur comme les locomotives ont été développés, en Europe, cent ans plus tôt que les véhicules pourvus de moteurs à combustion interne. Ils pouvaient bien se déplacer par eux-mêmes sur routes ou sur rails, mais leur poids ne leur permettait que les lourds transports routiers. 
La voiture légère à vapeur a été développée en même temps que la voiture à moteur à combustion interne, profitant à la fois des progrès des techniques de motorisation et de l'amélioration des routes.
Ayant profité de l'avancée technologique sur la vapeur, les automobiles à vapeur ont commencé par être plus performantes que les autres, elles étaient même les plus rapides en 1900. Mais vingt ans après, en 1920, le progrès des moteurs à explosion a rendu obsolète l'usage des automobiles à vapeur.
C'est aux États-Unis que les tentatives de créer des automobiles à vapeur compétitives par rapport à leurs concurrentes à pétrole/explosion ont perduré le plus longtemps. La partie motrice (cylindres situés à plat sous le véhicule, pistons travaillant sur leurs deux faces, longues  bielles et vilebrequins (entraînant  les roues arrière en prise directe) avait l'avantage de la souplesse et d'un couple important, qui permettait de se dispenser d'une boîte de vitesses. La distribution était assez comparable à celle des locomotives à vapeur de l'époque : système assez complexe de bielles et coulisses annexes entraînant des tiroirs ou des soupapes.
Le point crucial était la chaudière, plus volontiers qualifiée de générateur de vapeur. Sur les grands navires ou les locomotives à vapeur, la mise en pression et en température de fonctionnement pouvait durer plusieurs heures et se faisait progressivement, pour éviter les effets des distorsions thermiques et des dilatations. 
Toutefois, divers perfectionnements parvinrent à obtenir des générateurs de vapeur "instantanés" qualifiés de "flash boilers" (Chaudière-éclair) en anglais, destinés aux automobiles particulières, qui mettaient quelques minutes à monter à la pression de fonctionnement à partir d'un démarrage à froid. C'est de  ces véhicules (souvent de coûteuses voitures de maître au fonctionnement souple et relativement silencieux), que vient le terme de chauffeur pour désigner un conducteur d'automobile spécialisé, employé par un propriétaire.
On peut citer des fabricants comme Stanley Steamer, qui produisit même des voitures de course et la firme Doble qui fit faillite en 1931. Plusieurs voitures à vapeur fonctionnelles, soigneusement restaurées, figurent dans la collection privée du présentateur de télévision américain Jay Leno .
Peu de voitures à vapeur ont été construites depuis les années 1920, malgré la technologie relativement simple et rustique. Plusieurs tentatives se succèdent cependant, pour concevoir une voiture moderne à vapeur qui bénéficierait des standards contemporains de confort, de performance et d'efficacité. 
Une des principales difficultés tient à la chaudière qui alourdit considérablement le véhicule. La nécessité d'alimentation fréquente en eau engendre une contrainte supplémentaire ; l'alternative d'utiliser un condenseur pour améliorer le rendement provoque un supplément de poids, d'où un autre inconvénient.
Il y a cependant des avantages, comme l'encombrement et le poids du moteur qui sont moindres, excepté la chaudière. Il y a aussi un gain en matière de vitesse et de couple, avec l'économie d'une transmission complexe. La motorisation est également moins bruyante.

## Bibliographie

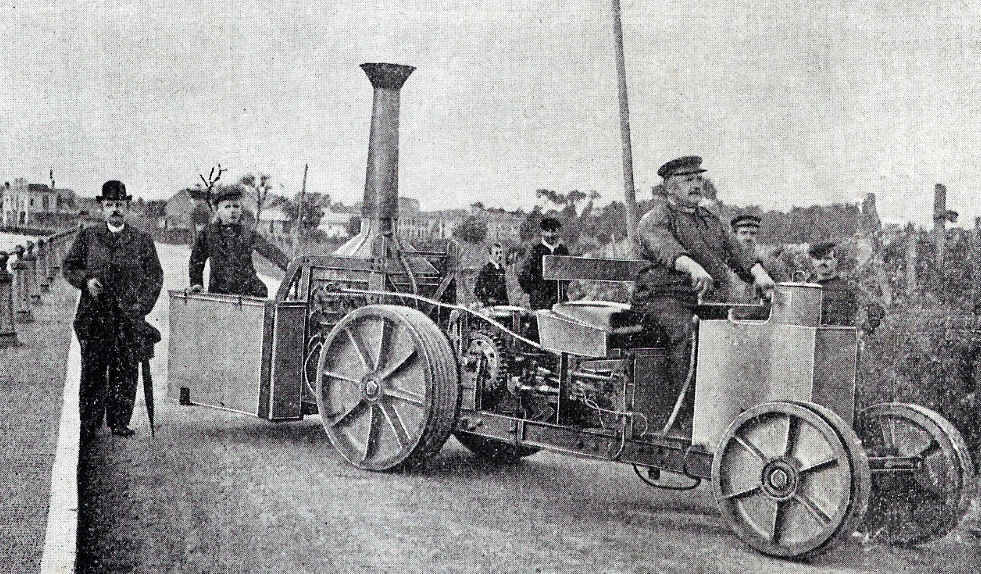
Édouard Rossel, ingénieur-constructeur de camions à vapeur (affiche de l'exposition universelle de 1900).

## Sources
- (en) Cet article est partiellement ou en totalité issu de l’article de Wikipédia en anglais intitulé « Steam car » (voir la liste des auteurs).